# فلوریان مونتئانو
فلوریان مونتئانو (رومانیایی: Florian Munteanu؛ ‏رومانیایی: [munˈte̯anu]؛ ‏ ۱۳ اکتبر ۱۹۹۰) بازیگر و بوکسور رومانیایی-آلمانی است. او به خاطر نقش بوکسور ویکتور دراگو در کرید ۲ شناخته می‌شود.

## اوایل زندگی
مونتئانو در آلمان از پدر و مادری رومانیایی متولد شد که در سال ۱۹۸۵ از جمهوری سوسیالیستی رومانی گریختند. مادرش وکیل و در حالی که پدرش متخصص پوست و بوکسور سابق است. مونتئانو در بوگن بزرگ شد و بعداً برای تحصیل در دانشگاه علوم کاربردی در دانشگاه میتویدا به مونیخ نقل مکان کرد. او در سال ۲۰۱۴ از پایان‌نامه لیسانس خود در مورد «ساختار و سازماندهی ورزش بوکس در آلمان: انجمن‌ها، شرکت‌های ترویجی بوکس، فدراسیون‌ها، مدیریت و بازاریابی به‌طور کلی، با مقایسه با ساختارهای اجرا شده در ایالات متحده» دفاع کرد. او با نام «Big Nasty» در رینگ در رشته بوکس در آلمان شرکت کرده‌است.

## آغاز بازیگری
اولین نقش سینمایی خود را در فیلم کوتاه بوگات، یک فیلم آلمانی-رومانیایی ۲۰۱۶ که در مونیخ فیلمبرداری شد، داشت. موفقیت او در بازیگری در سال ۲۰۱۸ اتفاق افتاد، زمانی که سیلوستر استالونه به دنبال یک بوکسور سنگین‌وزن اروپایی برای ایفای نقش ویکتور دراگو، پسر ایوان دراگو، در دنباله درام ورزشی کرید ۲ بود. استالونه مونتئانو را از طریق ویدئوهای آموزشی در اینترنت پیدا کرد و شخصاً او را برای این نقش ارتقا داد. در آن زمان مونتئانو ۶ فوت و ۴ اینچ (۱۹۳ سانتی‌متر) قد و تقریباً ۲۴۵ پوند (۱۱۱ کیلوگرم) وزن داشت.

## زندگی شخصی
او در مونیخ و لس آنجلس، کالیفرنیا زندگی می‌کند. تصویر وی روی جلدهای عضلات و تناسب اندام (اکتبر ۲۰۱۸) و منز هلث (دسامبر ۲۰۱۸) حضور داشت.
همچنین او به زبان آلمانی، انگلیسی و رومانیایی مسلط است.

## آثار بازیگری
- بوگات (فیلم‌کوتاه-۲۰۱۶)
- کرید ۲ (۲۰۱۸)
- شانگ چی و افسانه ده حلقه (۲۰۲۱)
- پیمانکار (۲۰۲۲)
- کرید ۳ (۲۰۲۳)
- وایکینگ‌ها: والهالا (۲۰۲۳)[۵]
- سرزمین‌های مرزی (۲۰۲۳)
- دراگو (۲۰۲۴)